# Telix
Telix è un software shareware per le telecomunicazioni per MS-DOS, scritto da Colin Sampaleanu nel 1986.Utilizzato per il collegamento alle BBS, su linea telefonica tradizionale, è considerato uno dei programmi più popolari nel periodo che va dalla fine degli anni ottanta fino ai primi anni del novanta.
Due delle caratteristiche principali del software erano il protocollo di trasferimento file Z-Modem integrato (senza bisogno dell'installazione di applicazioni di terze parti) e un sistema di scripting denominato SALT (Script Application Language for Telix) molto simile al linguaggio C.
Telix supporta sia i comandi Hayes per comunicare con i modem, che la completa emulazione ANSI per la visualizzazione a colori.